# عبد القادر سماري
عبد القادر سماري سياسي جزائري، شغل منصب وزير المؤسسات والصناعات الصغيرة والمتوسطة بحكومة بن فليس الثانية.
وهذه المناصب والمسؤوليات التي شغلها:
- نائبا في البرلمان الجزائري من 1997 إلى 2012

- نائب رئيس البرلمان الجزائري

- عضو البرلمان العربي
- رئيس لجنة الشؤون الخارجية والسياسية والأمن القومي العربي